# Pontus de Tyard

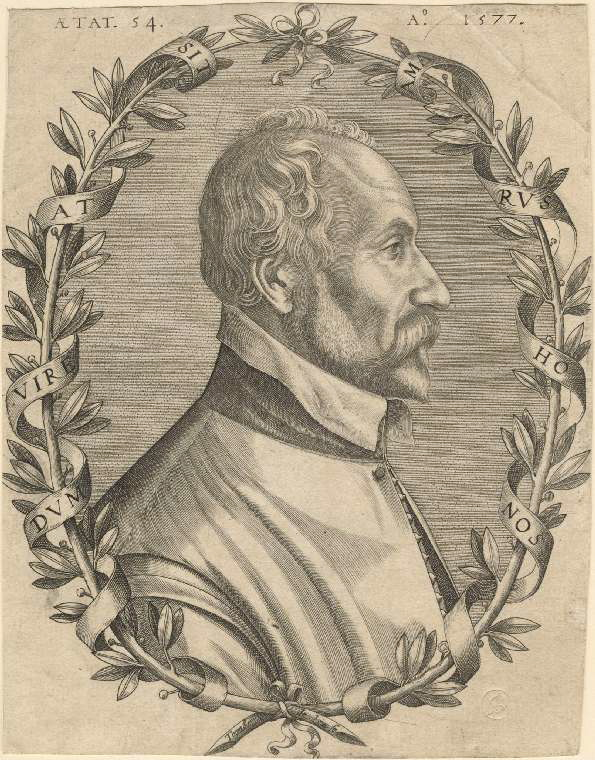
Pontus de Thyard

Pontus de Tyard of de Thiard (Bissy-sur-Fley, 20 april 1521 - Bragny-sur-Saône, 23 september 1605) was een Frans dichter, humanist en een van de oprichters en leden van de Pléiade.

## Biografie
De Tyard studeerde filosofie en theologie aan het Collège de Coqueret in Parijs. Na in dienst van de kerk te zijn getreden werd hij kanunnik in de kathedraal van Mâcon. Daarnaast bouwde hij ook een carrière als staatsadviseur op bij koning Hendrik III.
In 1578 werd hij bisschop van Chalon-sur-Saône en hij bleef dit tot 1589, toen hij uit de Ligue werd gezet, waarna hij zich uit het openbare leven terugtrok. In 1605 overleed hij in het Château de Bragny.
Veel van de Tyards poëtische werken - die van hem een van de bekendste dichters uit de Franse renaissance hebben gemaakt - publiceerde hij reeds in zijn jonge jaren. Voor zijn eerste werk, Erreurs amoureuses, liet hij zich sterk inspireren door Maurice Scève. De Tyards tweede werk, Livre des vers lyriques, is een gedichtenbundel waarin duidelijk de invloed van Pierre de Ronsard naar voren komt. De Tyard vertaalde ook de Dialoghi d'amore van Jehuda ben Isaak Abravanel in het Frans en publiceerde dit werk in 1551. In zijn latere leven schreef De Tyard vooral filosofische en theologische verhandelingen. Zijn tot 1557 anoniem gepubliceerde oeuvre Discours philosophiques, dat geheel in het teken staat van het neoplatonisme gaan onder meer over dichtkunst, muziek, meteorologie, natuurkunde en astrologie. Ook de theorieën van Nicolaas Copernicus komen hier ter sprake. 

## Werken (selectie)
- Erreurs amoureuses (1549-55)
- Livre des vers lyriques (1555)
- Discours philosophiques (1557)
- Le Discours du temps, de l'an, et de ses parties
- Les Douze Fables de fleuves ou fontaines